# Igor (keresztnév)
Az Igor a germán (Ingwar) férfinév orosz változata, jelentése: Ingo (Ingwio) isten + védelem

## Gyakorisága
Az 1990-es években szórványos név, a 2000-es években nem szerepel a 100 leggyakoribb férfinév között.

## Névnapok
- szeptember 11.[2]
- november 1.[2]

## Híres Igorok
- Igor Akinfejev orosz labdarúgó
- Igor Bogdanović szerb labdarúgó
- Igor Petrovics Horosev orosz billentyűs
- Igor Matovič, Szlovákia miniszterelnöke (2020–2024)
- Igor Mirčeta szerb labdarúgó
- Igor Morozov észt labdarúgó
- Igor Ojsztrah ukrán hegedűművész
- Igor Stravinsky orosz származású zeneszerző
- Igor Tudor horvát labdarúgó
- Igor Valerjevics Andrejev orosz teniszedző
- Igor Vori horvát kézilabdázó
- Sík Igor operatőr